# Gaisbergferner
Der Gaisbergferner, auch Gaißbergferner genannt, ist ein an der breitesten Stelle etwa 450 Meter breiter und im Jahr 2009 2,5 km langer Talgletscher, südöstlich von Obergurgl in den Ötztaler Alpen im österreichischen Bundesland Tirol. Er fließt vom Alpenhauptkamm in nordwestlicher Richtung durch das Gaisbergtal. Sein Nährgebiet liegt am Gaisbergjoch auf 3237 Metern Höhe. Das Joch liegt zwischen dem Hohen First (3403 m) im Norden und der 3302 Meter hohen Seewerspitze im Süden. Über den Gletscher und das Joch führt der Weg zur Besteigung dieser Berge. 

## Rückgang
In der Kleinen Eiszeit, einer Kälteperiode, die bis ins frühe 19. Jahrhundert reichte, hatte der Gaisbergferner noch eine Länge von etwa 3,8 km, er zieht sich jedoch aufgrund globaler Erwärmung zurück. Im Jahr 2005 verursachte diese Gletscherschmelze einen Rückgang der Gletscherzunge um 70 Meter.

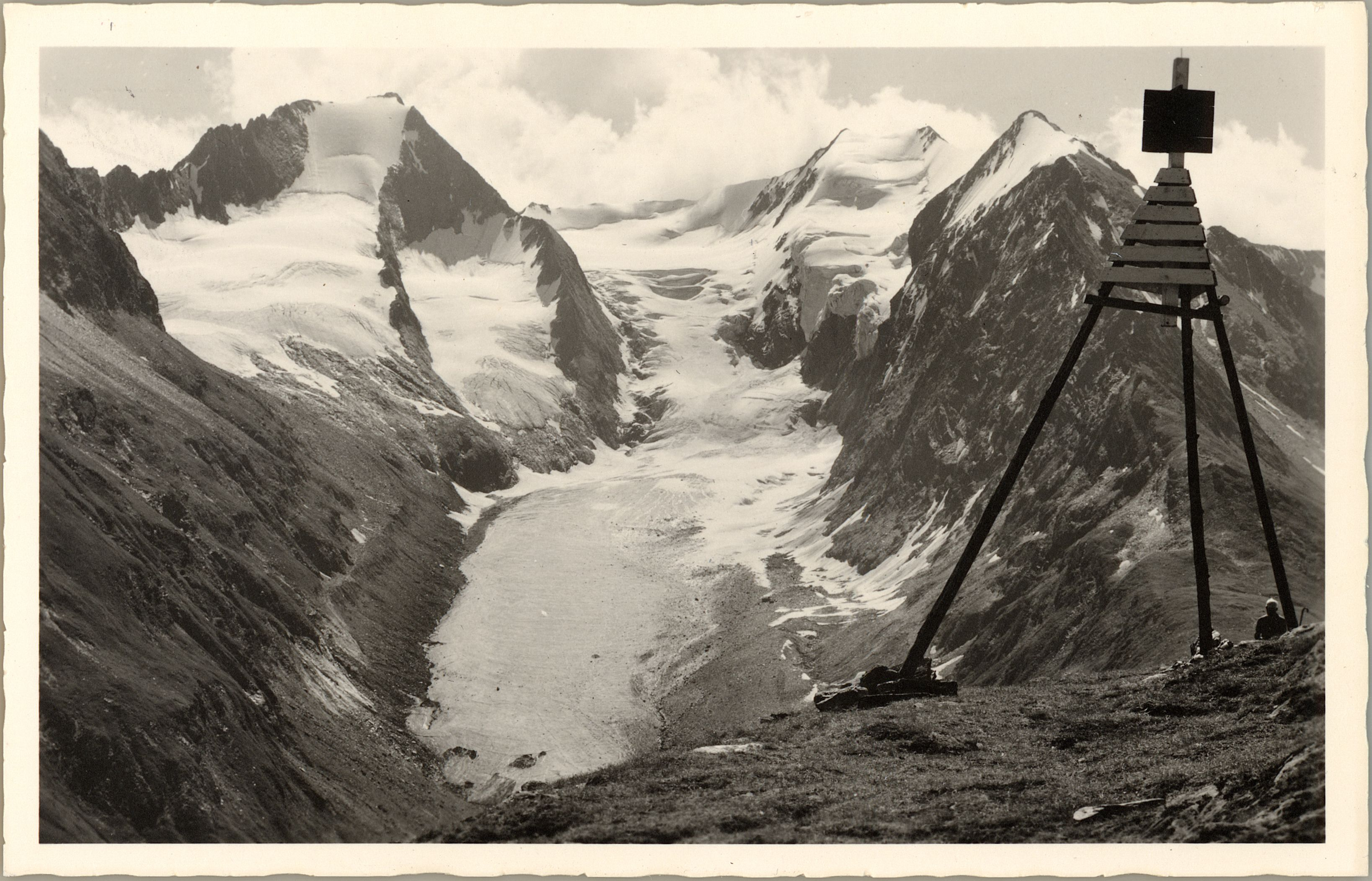
Der Gaisbergferner um 1956
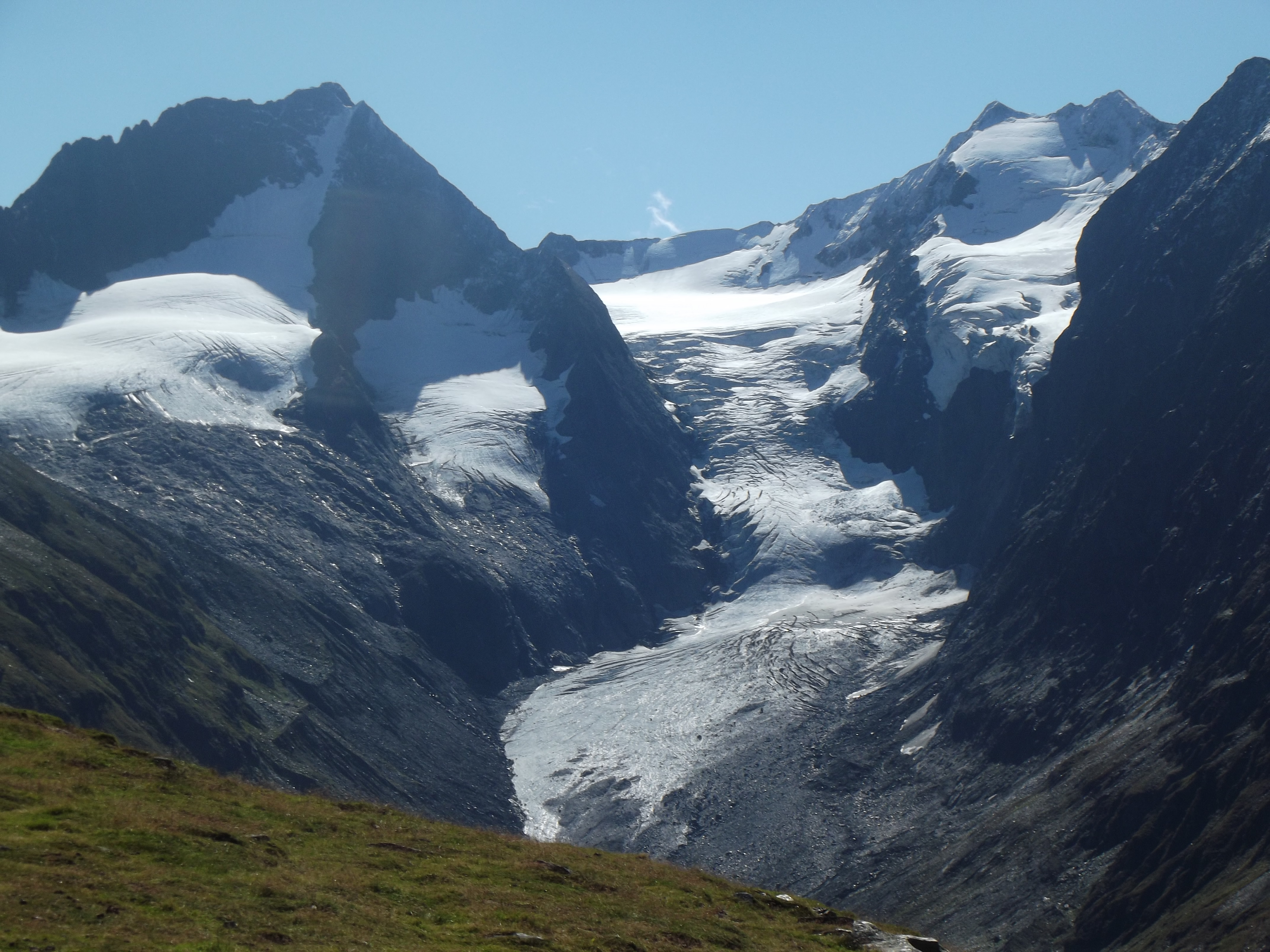
Der Gaisbergferner 2016

## Karte und Einzelnachweise
- Alpenvereinskarte 1:25.000, Blatt 30/1, Gurgl

1. 1 2 3  Gaisbergferner (Tirol). www.swisseduc.ch, abgerufen am 31. August 2009.
2. ↑  J. Abermann et al.: Quantifying changes and trends in glacier area and volume in the Austrian Ötztal Alps (1969-1997-2006). In: The Cryosphere. Band 3, 2009, S. 205–215 (online)
3. ↑  Alpenvereinskarte 30/1 Ötztaler Alpen, Gurgl, 2000
4. ↑  Dramatischer Gletscherschwund - Gletscherbericht des Alpenvereins 2005/06. Österreichischer Alpenverein, zitiert nach APA, abgerufen am 31. August 2008.